# Matelea fruticosa
Matelea fruticosa är en oleanderväxtart som först beskrevs av T. S. Brandegee, och fick sitt nu gällande namn av R. E. Woodson. Matelea fruticosa ingår i släktet Matelea och familjen oleanderväxter. Inga underarter finns listade i Catalogue of Life.